# Кубок націй ОФК 2012
Дев'ятий Кубок націй ОФК пройшов в червні 2012 року на Соломонових Островах. Груповий турнір цього змагання також був другим раундом відбіркового турніру чемпіонату світу з футболу 2014 року в зоні ОФК. Переможець Кубка націй отримував право участі в Кубку Конфедерацій 2013 в Бразилії.
Вперше переможцем стала збірна Таїті. До цього турнір вигравали тільки збірні Австралії та Нової Зеландії.

## Місце проведення
Турнір мав пройти в Фіджі, але в березні 2012 року ОФК позбавила Фіджі права проведення Кубка і передала його Соломоновим Островам. Всі ігри пройшли на стадіоні «Лоусон Тама» в Хоніарі.

## Кваліфікація
Перший раунд відбіркового турніру ЧС-2014 в зоні ОФК був також відбірковим турніром Кубка націй ОФК 2012.

## Груповий турнір
Ігри пройшли з 1 по 12 червня 2012 на Фіджі. Жеребкування пройшло в Ріо-де-Жанейро 30 липня 2011. Склади кошиків:
| Кошик 1                                          | Кошик 2                                                 |
| ------------------------------------------------ | ------------------------------------------------------- |
| Нова Зеландія · Фіджі · Нова Каледонія · Вануату | Соломонові Острови · Таїті · Папуа Нова Гвінея · Самоа† |

† Переможець першого раунду; було невідомо, яка команда це буде і з яким рейтингом.

### Групи

#### Група A
| М  | Команда        | І | В | Н | П | МЗ | МП | РМ  | О |
| -- | -------------- | - | - | - | - | -- | -- | --- | - |
| 1. | Таїті          | 3 | 3 | 0 | 0 | 18 | 5  | +13 | 9 |
| 2. | Нова Каледонія | 3 | 2 | 0 | 1 | 17 | 6  | +11 | 6 |
| 3. | Вануату        | 3 | 1 | 0 | 2 | 8  | 9  | −1  | 3 |
| 4. | Самоа          | 3 | 0 | 0 | 3 | 1  | 24 | −23 | 0 |

| 1 червня 2012 12:00 UTC+11 |

| Самоа          | 1 — 10   | Таїті                                                                                                   |
| -------------- | -------- | --- |
| Сілао Мало 69' | Протокол | Лоренцо Тео 8', 82', 84', 85' Джонатан Тео 16', 78' Альвен Тео 18', 40' Теаоньї Тео 54' Стіві Шон Ю 61' |

| Лоусон Тама, Хоніара Глядачів: 3,000 Арбітр: Джеральд Оіака (Соломонові Острови) |

| 1 червня 2012 15:00 UTC+11 |

| Вануату                                 | 2 — 5    | Нова Каледонія                                                  |
| --------------------------------------- | -------- | --------------------------------------------------------------- |
| Роберт Тассо 52' Джин Нако Напрапол 61' | Протокол | Бертран Каї 32', 58', 76' Джордж Гопе-Фенепей 66' Рой Каяра 87' |

| Лоусон Тама, Хоніара Глядачів: 5,000 Арбітр: Пітер О'Лірі (Нова Зеландія) |

| 3 червня 2012 12:00 UTC+11 |

| Вануату                                                                                       | 5 — 0    | Самоа |
| --------------------------------------------------------------------------------------------- | -------- | ----- |
| Джин Нако Напрапол 29' Браяан Калтак 45+1' Дерек Малас 47' Роберт Тассо 74' Фредді Вава 90+3' | Протокол |       |

| Лоусон Тама, Хоніара Глядачів: 2,200 Арбітр: Джон Саогу (Соломонові Острови) |

| 3 червня 2012 15:00 UTC+11 |

| Таїті                                                                  | 4 — 3    | Нова Каледонія                             |
| ---------------------------------------------------------------------- | -------- | ------------------------------------------ |
| Альвен Тео 19' Ніколя Валлар 28' (пен.) Лоренцо Тео 34' Рояу Дегаж 86' | Протокол | Маріу Бако 76' Жак Гаеко 83' Дік Каума 89' |

| Лоусон Тама, Хоніара Глядачів: 3,500 Арбітр: Кріс Керр (Нова Зеландія) |

| 5 червня 2012 12:00 UTC+11 |

| Нова Каледонія | 9 — 0    | Самоа |
| --- | -------- | ----- |
| Рой Каяра 10' Жак Гаеко 11', 45+1', 71', 89', 90+1' Іамель Кабеу 22' Джудікаель Іксої 25' (пен.) Калає Гніпат 44' | Протокол |       |

| Лоусон Тама, Хоніара Глядачів: 1,000 Арбітр: Джеральд Оіака (Соломнові Острови) |

| 5 червня 2012 15:00 UTC+11 |

| Таїті                                                                    | 4 — 1    | Вануату            |
| ------------------------------------------------------------------------ | -------- | ------------------ |
| Ніколя Валлар 14' (пен.) Джонатан Тео 37' Альвен Тео 57' Теаоньї Тео 86' | Протокол | Роберт Тассо 90+5' |

| Лоусон Тама, Хоніара Глядачів: 1,000 Арбітр: Пітер О'Лірі (Нова Зеландія) |

#### Група B
| М  | Команда            | І | В | Н | П | МЗ | МП | РМ | О |
| -- | ------------------ | - | - | - | - | -- | -- | -- | - |
| 1. | Нова Зеландія      | 3 | 2 | 1 | 0 | 4  | 2  | +2 | 7 |
| 2. | Соломонові Острови | 3 | 1 | 2 | 0 | 2  | 1  | +1 | 5 |
| 3. | Фіджі              | 3 | 0 | 2 | 1 | 1  | 2  | −1 | 2 |
| 4. | Папуа Нова Гвінея  | 3 | 0 | 1 | 2 | 2  | 4  | −2 | 1 |

| 2 червня 2012 12:00 UTC+11 |

| Фіджі | 0 — 1    | Нова Зеландія  |
| ----- | -------- | -------------- |
|       | Протокол | Томмі Сміт 11' |

| Лоусон Тама, Хоніара Глядачів: 15,000 Арбітр: Ізідор Есс'єн-Амбасса (Нова Каледонія) |

| 2 червня 2012 15:00 UTC+11 |

| Соломонові Острови  | 1 — 0    | Папуа Нова Гвінея |
| ------------------- | -------- | ----------------- |
| Бенджамін Тоторі 5' | Протокол |                   |

| Лоусон Тама, Хоніара Глядачів: 15,000 Арбітр: Норбер Ауата (Таїті) |

| 4 червня 2012 12:00 UTC+11 |

| Папуа Нова Гвінея   | 1 — 2    | Нова Зеландія              |
| ------------------- | -------- | -------------------------- |
| Ніл Ганс 89' (пен.) | Протокол | Шейн Смелц 2' Кріс Вуд 52' |

| Лоусон Тама, Хоніара Глядачів: 3,000 Арбітр: Брюс Джордж (Вануату) |

| 4 червня 2012 15:00 UTC+11 |

| Фіджі | 0 — 0    | Соломонові Острови |
| ----- | -------- | ------------------ |
|       | Протокол |                    |

| Лоусон Тама, Хоніара Глядачів: 12,000 Арбітр: Кадер Зітуні (Таїті) |

| 6 червня 2012 12:00 UTC+11 |

| Папуа Нова Гвінея | 1 — 1    | Фіджі              |
| ----------------- | -------- | ------------------ |
| Кема Джек 85'     | Протокол | Масіу Дунадаму 13' |

| Лоусон Тама, Хоніара Глядачів: 3,000 Арбітр: Кадер Зітуні (Таїті) |

| 6 червня 2012 15:00 UTC+11 |

| Нова Зеландія | 1 — 1    | Соломонові Острови   |
| ------------- | -------- | -------------------- |
| Кріс Вуд 13'  | Протокол | Бенджамін Тоторі 56' |

| Лоусон Тама, Хоніара Глядачів: 18,000 Арбітр: Норбер Ауата (Таїті) |

## Плей-оф
|  | Півфінали          | Півфінали      |   |                    | Фінал               | Фінал |  |
|  |                    |                |   |                    |                     |       |  |
|  |                    |                |   |                    |                     |       |  |
|  | Таїті              | 1              |   |                    |                     |       |  |
|  | Соломонові Острови | 0              |   |                    |                     |       |  |
|  |                    |                |   |                    |                     |       |  |
|  |                    |                |   |                    |                     |       |  |
|  |                    |                |   |                    | Таїті               | 1     |  |
|  |                    | Нова Каледонія | 0 |                    |                     |       |  |
|  |                    |                |   |                    |                     |       |  |
|  |                    |                |   |                    |                     |       |  |
|  |                    |                |   |                    | Матч за третє місце |       |  |
|  |                    |                |   |                    |                     |       |  |
|  | Нова Зеландія      | 0              |   | Соломонові Острови | 3                   |       |  |
|  | Нова Каледонія     | 2              |   |                    | Нова Зеландія       | 4     |  |

### Півфінали
| 8 червня 2012 11:00 UTC+11 |

| Таїті            | 1 – 0    | Соломонові Острови |
| ---------------- | -------- | ------------------ |
| Джонатан Тео 13' | Протокол |                    |

| Лоусон Тама, Хоніара Глядачів: 15,000 Арбітр: Пітер О'Лірі (Нова Зеландія) |

| 8 червня 2012 15:00 UTC+11 |

| Нова Зеландія | 0 – 2    | Нова Каледонія                             |
| ------------- | -------- | ------------------------------------------ |
|               | Протокол | Бертран Каї 60' Джордже Гопе-Фенепей 90+3' |

| Лоусон Тама, Хоніара Глядачів: 10,000 Арбітр: Норбер Ауата (Таїті) |

### Матч за третє місце
| 10 червня 2012 11:00 UTC+11 |

| Соломонові Острови                          | 3 – 4    | Нова Зеландія                         |
| ------------------------------------------- | -------- | ------------------------------------- |
| Гімсон Телада 48' Бенджамін Тоторі 54', 87' | Протокол | Кріс Вуд 10', 24', 29' Шейн Смелц 90' |

| Лоусон Тама, Хоніара Глядачів: 15,000 Арбітр: Кадер Зітуні (Таїті) |

### Фінал
| 10 червня 2012 15:00 UTC+11 |

| Таїті           | 1 – 0    | Нова Каледонія |
| --------------- | -------- | -------------- |
| Стіві Шон Ю 10' | Протокол |                |

| Лоусон Тама, Хоніара Глядачів: 10,000 Арбітр: Пітер О'Лірі (Нова Зеландія) |

| Переможці          |
| ------------------ |
| Таїті Перший титул |